# Arturo Marescalchi
Arturo Marescalchi (Bolonya, 1855 - Chicago, 1911) fou un baríton italià.
Cantà a Bolonya, Pistoia, Gènova, Venècia, Asti i Parma. Durant els anys 1880 a 1882 actuà al Liceu de Barcelona.